# Бейсебаев
Бейсебаев — казахстанская фамилия. 

## Известные носители
- Бейсебаев, Агзат Акимкулович (1935—2019) — советский и казахстанский учёный, хирург-онколог, заслуженный деятель Казахстана.
- Бейсебаев, Масымхан Бейсебаевич (1908—1987) — — советский партийный деятель, Председатель Совета Министров Казахской ССР.